# Il ragazzo della via Gluck (пісня)
«Il ragazzo della via Gluck» («Хлопець з вулиці Глюка») — пісня італійського співака і кіноактора Адріано Челентано, що вийшла 17 січня 1966 року. Є однією з найпопулярніших пісень Челентано. 

## Історія
«Il ragazzo della via Gluck» стала першою соціально-автобіографічною піснею Адріано Челентано. В її основу лягли спогади співака про «вулицю Глюка» (іт. Via Gluck»), у Мілані, де у будинку №14 він жив у дитинстві. Після смерті батька Леонтіно Челентано, Адріано разом з матір'ю був змушений покинути улюблену вулицю і переселитися в інший будинок, що було дуже болісно для нього. У своїй автобіографічній книзі «Рай — це білий кінь, який ніколи не втомлюється» 1982 року Челентано описував цей випадок такими словами:
| Ліві лапки | «Коли помер мій батько, ми переїхали з будинку, який я так любив. Моя сестра вийшла заміж, і ми з матір'ю, яка стала вдовою, отримали невелику компенсацію у зв'язку зі смертю батька. Мама сказала, що ми переселимося в інший, кращий будинок, де буде ванна кімната і окремий туалет. Ми повинні були жити у моєї сестри. Я відчував себе дуже нещасним. Я не міг розлучитися з цією вулицею, не міг уявити, що є життя поза цим будинком. Без цих людей, знайомих мені з дитинства, без цього рибного ринку і полів, які починалися одразу за будинком. Коли ми все ж поїхали, я плакав багато місяців і кожну вільну хвилину біг знову туди, на вулицю, де закінчилося моє дитинство. Мама, спостерігаючи за мною, нарешті зрозуміла, що для мене це було дуже серйозно, і одного разу вона сказала: "Знаєш?! Ми повернемося на вулицю Глюка. Я, напевно, зможу влаштуватися конс'єржкою, і ми знову будемо жити там удвох, ти і я...". Але ми не повернулися. Ніколи більше не повернулися туди. Вулиця змінилася, поля забудували, будівлю вокзалу розширили, і наш будинок більше не був тим будинком на околиці Мілана». | Праві лапки |

«Il ragazzo della via Gluck» була вперше виконана Челентано наживо 28 січня 1966 року на фестивалі Санремо. Челентано виконував пісню під акомпанемент Іко Черутті, Лоренцо Пілата і Джино Сантерколе, — цей склад був представлений як новий гурт — «Тріо з Клану» («Trio del Clan»), проте цей проєкт був незабаром скасований.
Музику створив Челентано, а текст, написаний Мікі Дель Прете і Лучано Береттою, розповідав про деталі дитинства й отроцтва Адріано — долю простого міланського хлопця, який покинув свій дім на околиці міста в пошуках щастя. З часом, хлопець розбагатів і повернувся до свого будинку, де не знайшов нічого, що знав та бачив раніше. Така складова символізувала швидкоплинність часу і скорботу Челентано за минулим дитинством.
Пісня стала однією з найвідоміших у творчості співака й порушувала тему екології та будівельної спекуляції. Хоча композиція посіла одне з останніх місць і не вийшла у фінал фестивалю, вона мала великий успіх, здобула народну та світову славу, її переклали 22 мовами і згодом включили до шкільних підручників як заклик до збереження довкілля. Пісня посідала другу позицію в італійському чарті протягом 1966/67 років, вона випускалася на одній платівці з піснею «Chi era lui», яка розійшлася накладом в 1 мільйон екземплярів. Крім Італії, пісня також випускалася в Бразилії, Франції, Нідерландах, Іспанії та Мексиці. 
Газета «L'Unità» писала про пісню «Il ragazzo della via Gluck»:
«Il ragazzo della via Gluck» викликала інтерес у режисера П'єра Паоло Пазоліні, який планував за її мотивами створити фільм на тему міської цивілізації, яка руйнує сільську культуру. Планувалося, що Челентано зіграє в цьому фільмі головну роль, але проєкт не дійшов до кінця. Друг співака — Джорджо Ґабер присвятив цій пісні Челентано композицію «Відповідь хлопцю з вулиці Глюка», яку написав потім через кілька місяців. Також кавер-версії до пісні виконували такі виконавці, як Франсуаза Арді, Джо Долан й інші. Спочатку Челентано планував виступити на фестивалі в Сан-Ремо з іншою піснею — «Nessuno mi può giudicare» («Ніхто не може мене засуджувати»), але, не впевнений в результаті, відклав її. Відкладену пісню виконала італійська співачка Катерина Каселі, вона посіла друге місце на фестивалі.
У 1995 році до пісні був зроблений ремікс, який увійшов до альбому Челентано «Alla corte del remix». 2004 року вийшов римейк пісні під назвою «Quel Casinha» («Мій будиночок»), який увійшов до альбому Челентано «C'è sempre un motivo». Співак виконав цю пісню в дуеті з відомою співачкою Сезарієй Еворою, зі зміненою музикою в народних ритмах Кабо-Верде і новим текстом на креольській мові.
Пісня увійшла до альбомів Челентано «Il ragazzo della via Gluck» і «La festa» 1966 року. Також пісня входила у безліч збірників співака, наприклад: «Super Best» (1992), «Le Volte Che Celentano E' Stato 1» (2003), «Unicamente Celentano» (2006), «…Adriano» (2013) й інші. «Azzurro» стала обов'язковою частиною виступів Челентано на телебаченні і концертах. Вона виконувалася на передачах «Stasera…» (1969), «C'e Celentano» (1972), «Un po' artista un po' no» (1981), «Fantastico 8» (1987),  «Svalutation» (1992), «Francamente me ne infischio» (1999), «125 milioni di caz..te» (2001), «Рок-політик» (2005) й інших. Пісня виконувалася під час італійського (1979 року) і європейського турне 1994 року та на концертах у Москві 1987 року і «Rock Economy» (2012).

## Трек-лист
| #  | Назва                                                 | Автор слів                      | Автор музики      | Тривалість |
| -- | ----------------------------------------------------- | ------------------------------- | ----------------- | ---------- |
| 1. | «Il ragazzo della via Gluck» (Хлопець з вулиці Глюка) | Мікі Дель Прете, Лучано Беретта | Адріано Челентано | 4:13       |

## Музиканти
- Адріано Челентано — вокал, гітара

«I Ribelli»:
- Деметріо Стратос — клавішні, бек-вокал
- Джанні Далл'Альйо — ударні
- Ангел Сальвадор — бас
- Джорджо Бенаккьйо — гітара
- Детто Маріано — клавішні
- Натале Массара — саксофон

## Видання
| Назва                                                               | Лейбл                        | Маркування            | Країна     | Рік  |
| ------------------------------------------------------------------- | ---------------------------- | --------------------- | ---------- | ---- |
| Il Ragazzo Della Via Gluck/Chi Era Lui (7")                         | Clan Celentano               | ACC 24032             | Італія     | 1966 |
| Il Ragazzo Della Via Gluck/Chi Era Lui (7")                         | Disques Vogue, Disques Vogue | INT 18062, INT. 18062 | Франція    | 1966 |
| Il Ragazzo Della Via Gluck/Chi Era Lui (7", Mono)                   | Fermata                      | FB - 33-150           | Бразилія   | 1966 |
| Il Ragazzo Della Via Gluck/Chi Era Lui (7", Single)                 | Funckler                     | CL 25.555             | Нідерланди | 1967 |
| Il Ragazzo Della Via Gluck/Bambini Miei/E. Inutile Davvero (7", EP) | Gamma, Clan Celentano        | GX 07-316             | Мексика    | 1966 |
| A La Buena De Dios/Il Ragazzo Della Via Gluck (7", Single)          | Vergara                      | 45.106                | Іспанія    | 1966 |
| Il Ragazzo Della Via Gluck/A la Buena De Dios (7", Jukebox)         | Clan Celentano               | ACC 24035             | Італія     | 1966 |
| I Hear Trumpets Blow/Il Ragazzo Della Via Gluck (7", EP, TP)        | Vogue                        | INT. 18073            | Франція    | 1966 |

## Джерело
1. ↑  «Адриано Челентано. Неисправимый романтик и бунтарь». livelib.ru. 2013. Архів оригіналу за 29 січня 2019. Процитовано 28 січня 2019. [Архівовано 2019-01-29 у Wayback Machine.] (рос.)
2. 1 2 3 4 5 6  
Адриано Челентано, биография, переводы песен. danaja.ru. Процитовано 22 жовтня 2014. (рос.)
3. 1 2  Адриано Челентано. Неисправимый романтик и бунтарь. litread.in. Ірина Файт. 2013. Архів оригіналу за 16 березня 2017. Процитовано 22 жовтня 2014. [Архівовано 2017-03-16 у Wayback Machine.] (рос.)
4. ↑  Адриано Челентано исполнилось 70 лет. kinokadr.ru. 2008. Архів оригіналу за 18 жовтня 2014. Процитовано 22 жовтня 2014. (рос.)
5. ↑  I singoli più venduti del 1966. hitparadeitalia.it. Архів оригіналу за 17 лютого 2015. Процитовано 22 жовтня 2014. (італ.)
6. ↑  Diskografie Adriano Celentano. destobesser.com. Архів оригіналу за 27 вересня 2016. Процитовано 25 вересня 2016. (нім.)
7. ↑  Поёт Адриано Челентано. celentano.ru. Григорій Лібергал. 1981 2008. Архів оригіналу за 7 листопада 2016. Процитовано 22 жовтня 2014. [Архівовано 2016-11-07 у Wayback Machine.] (рос.)
8. ↑  Adriano Celentano — Quel casinha (Il ragazzo della via Gluck). learnsongs.ru. Архів оригіналу за 2 квітня 2015. Процитовано 29 березня 2015. (рос.)